# Thomas Brdarić
Thomas Brdarić (Nürtingen, 23 de Janeiro de 1975) é um ex-futebolista alemão de origem croata. Atualmente seguindo a carreira de treinador de futebol. Atualmente comanda o KF Vllaznia. Dirigiu outras equipes de escalões inferiores da Alemanha, além de uma passagem pelo Shkëndija, da divisão principal da Macedônia, e de ter sido diretor esportivo do Dínamo Minsk, da Bielorrússia, e do Bunyodkor, do Uzbequistão.
Ao contrário de outros jogadores famosos de mesma origem, como Robert Prosinečki, Ivan Klasnić e os irmãos Niko e Robert Kovač, preferiu defender a terra natal, onde tem passado toda a sua carreira. Atualmente sem clube, defendeu oito vezes a Seleção Alemã e marcou um gol.